# Sebastian Span
Sebastian Span (* 25. Januar 1571 in Tirschenreuth; † 24. November 1640 in Graslitz) war ein deutscher Jurist.

## Leben
Span war der Sohn des Tirschenreuther Bürgermeisters Mathias Span. Ab 1587 besuchte er das evangelische Gymnasium in Regensburg und von 1590 bis 1594 die Universität Jena. Nach Studienende wurde er Hauslehrer bei Familie von Zedtwitz in Liebenstein bei Eger. Im Anschluss daran trat er in die Dienste des zwei Jahre älteren Grafen Joachim Schlick, wo er erste persönliche Kontakte zum Montanwesen hatte.
Zu Beginn des 17. Jahrhunderts zog er mit seiner frischvermählten Gattin in die Bergstadt Schlaggenwald, wo er eine Stelle als Syndikus erhielt. 1606 leistete er seinen Diensteid als Stadtschreiber. In dieser Funktion verfasste er u. a. 1616 die Stadtordnung für Schlaggenwald, das Rechtsbuch der katholischen freien königlichen Bergstadt Schlaggenwald und förderte die Anlage eines neuen Stadtschule. Gleichzeitig war er für die Bergstadt seit 1597 als Amtmann der verpfändeten Herrschaft Petschau tätig.
Span wurde im Dreißigjährigen Krieg unmittelbar Zeuge der Gegenreformation und Exulantenverfolgung. Nachdem er 1625 auf kaiserlichem Befehl sein in der Zwischenzeit übernommenes Amt als Bürgermeister verloren hatte, verließ er Schlaggenwald und ging zunächst nach Graslitz an die kursächsische Grenze. Hier wurde er im Mai 1626 Taufpate beim späteren Berghauptmann Christoph Carl von Boxberg. Im gleichen Jahr verfasste er die in Leipzig erschienene Schrift Diarium Davidicum. Gleichzeitig scheint er auch am Bergrechtsspiegel gearbeitet zu haben, dessen Manuskript er 1628 weitgehend fertiggestellt hatte. Dieses Hauptwerk erschien allerdings erst nach seinem Tod 1698 in Dresden, da ihn in Graslitz 1629 die Exulantenverfolgung eingeholt hatte. Er musste mit seiner Familie nach Auerbach/Vogtl. übersiedeln. Ab 1631 wirkte Span als Amtmann in Hartenstein.
In Zwickau ließ er 1636 sechshundert Bergurteilssprüche herausgeben. Dieses Werk mit dem kompletten Titel Sechshundert BergkUrthel Schied und Weisunge/ bey vorgefallenen Bergkwercks Differentien unterschiedener Orten/ so Wol informatorie als ad Acta gesprochen/ neben kurtzen Bergmännischen Bericht bey jedwedern Titul und Materi wurde sein bedeutsamstes juristisches Werk, das zu seinen Lebzeiten erschienen ist.
1638 bat Span um seine Entlassung und kehrte nach Graslitz zurück, wo sein Sohn lebte. 1640 verstarb Span in Graslitz, seine Witwe verstarb sechs Tage danach.